# St. Bartholomäus (Kirchehrenbach)

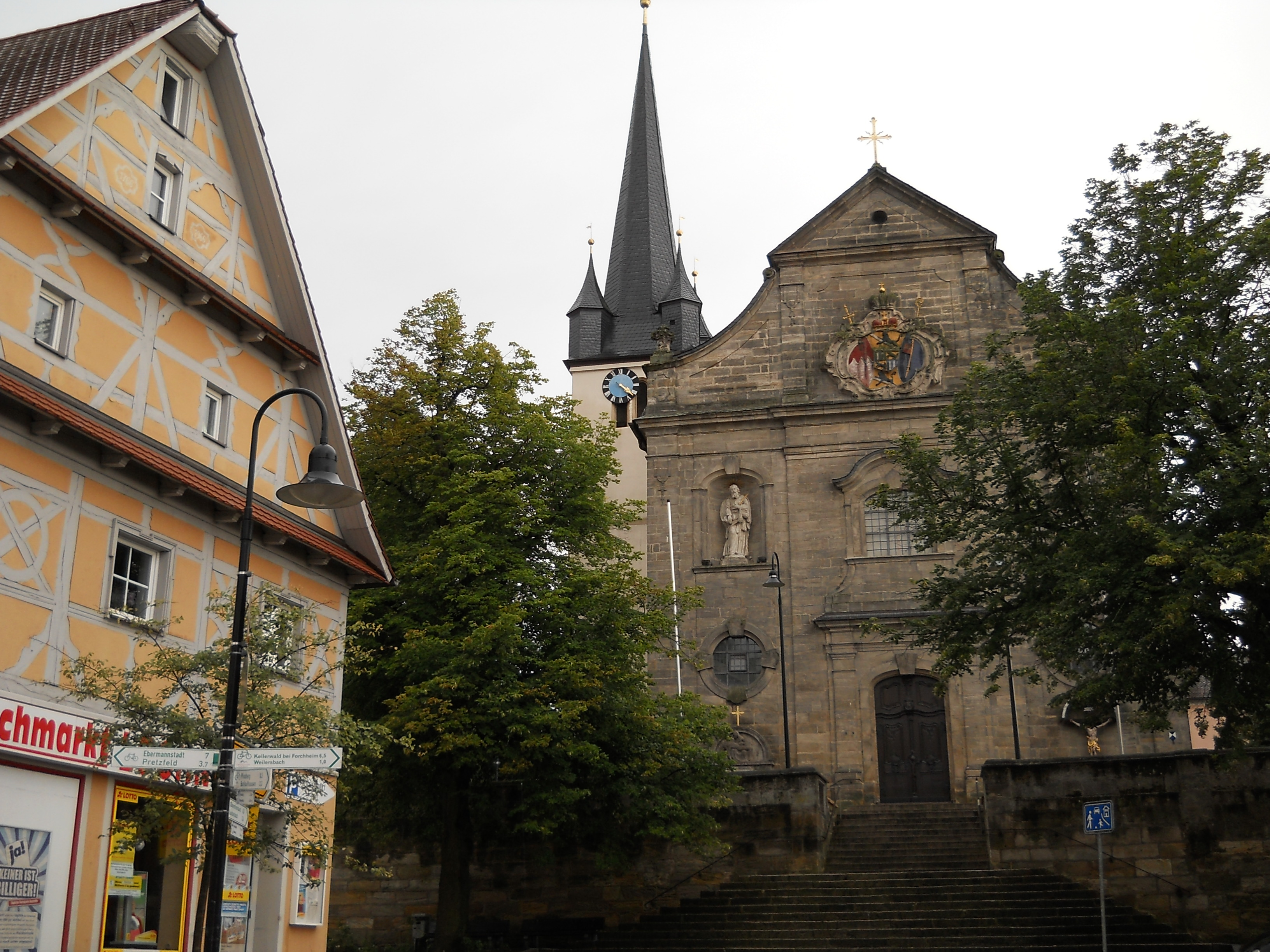
Westfassade der Pfarrkirche St. Bartholomäus in Kirchehrenbach

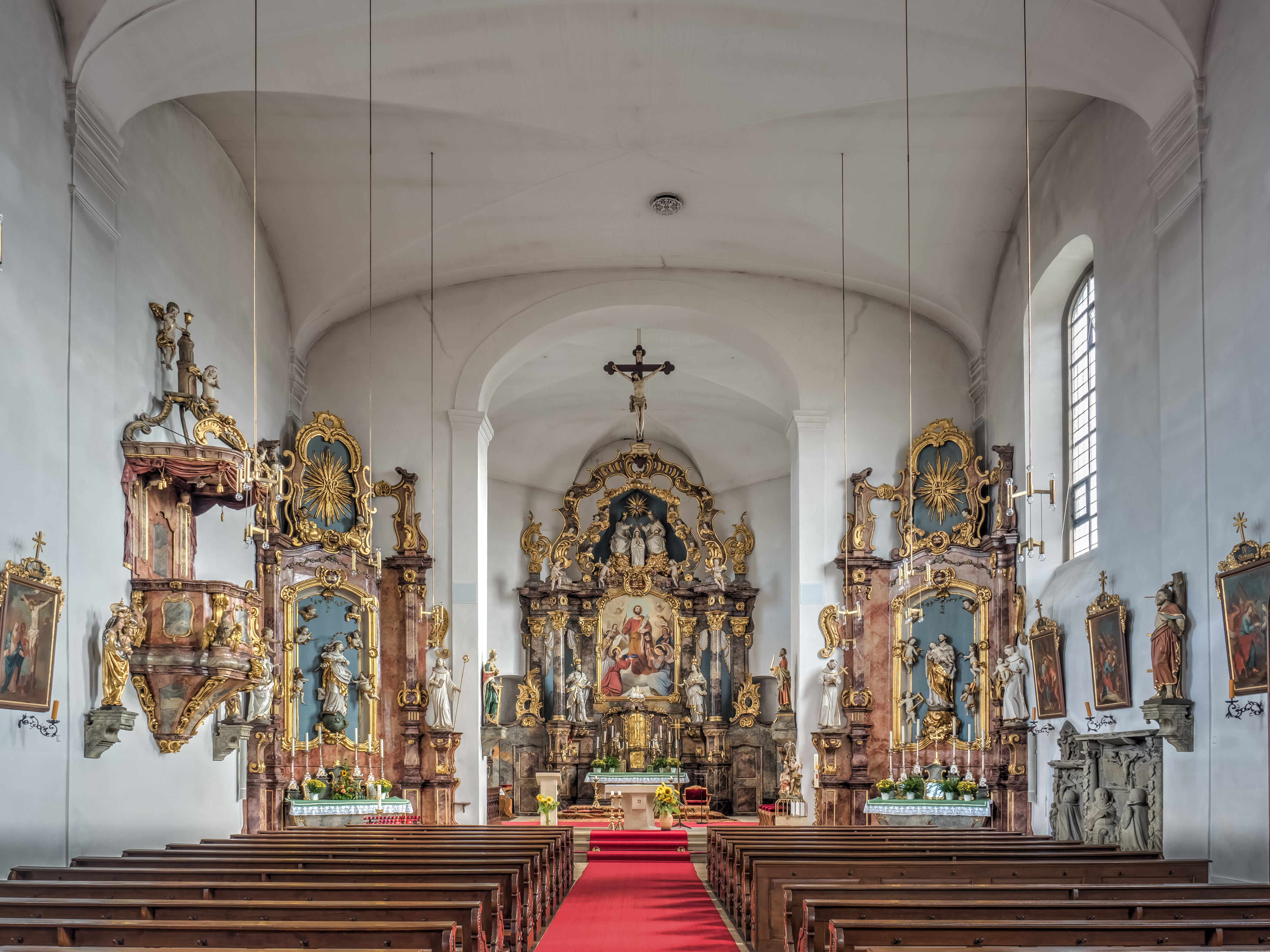
Innenansicht

Die römisch-katholische Pfarrkirche St. Bartholomäus in Kirchehrenbach in der Fränkischen Schweiz ist ein Sakralbau der späten Barockzeit.

## Lage
Die Kirche steht auf einer leichten Anhöhe inmitten des Ortes am Fuße der Ehrenbürg.

## Geschichte
An einem 11. Juli weihte der Bamberger Bischof Otto der Heilige († 1139) in Kirchehrenbach einen Marienaltar; demnach gab es zu seinen Lebzeiten dort bereits eine Kirche. Sie war die Eigenkirche des Ortsadels. Der Überlieferung nach waren die adeligen Stifter der Kirche Adelvolc und seine Frau Reichza sowie die Brüder Reynold/Reginold und Eberhard von Reifenberg (beide starben 1190 auf einem Kreuzzug). Der 1121 auf seiner Missionsreise nach Pommern als Urkundenzeuge aufgetretene Priester und Reisebegleiter von Bischof Otto, Werinher von Erenbach dürfte auch aus dem Ortsadel gestammt haben. Ebenfalls im 12. Jahrhundert stiftete Friedrich II. von Leutenbach einen Jahrtag für die Kirche. Eine weitere Stiftung erfolgte 1168 durch den Pfarrer von Heiligenstadt. Mindestens seit dem Ende des 12. Jahrhunderts ist der Ort eine Pfarrei, denn 1195 erschien als Urkundenzeuge ein „plebanus“ (Pfarrer) Bruno de Ermbach. 1360 wurde in einer Auseinandersetzung mit dem Bamberger Bischof Lupold den Bamberger Ministerialen Konrad und Eberhard von Wiesenthau durch einen Schiedsspruch der Kirchweihschutz an St. Bartholomäi (Markt am 24. August) und der von St. Walburga auf der nahen Ehrenbürg (Markt am 1. Mai) zugesprochen; das Geschlecht von Wiesenthau war der größte Grundherr des Dorfes. Da das Brüderpaar als Stifter der Kirche bezeichnet wird, muss in der ersten Hälfte des 14. Jahrhunderts ein Neubau oder eine Erweiterung der Pfarrkirche als Chorturmkirche in einer Wehrkirchenanlage stattgefunden haben.
In der ersten Hälfte des 18. Jahrhunderts erwies sich das Gotteshaus allmählich als zu klein, da sich Kirchehrenbach zu einem der einwohnerstärksten Orte des Hochstifts Bamberg entwickelt hatte. Da sich zudem schwere Mängel an der gotischen Bausubstanz zeigten, wurde ein Neubau ins Auge gefasst. Einen ersten Entwurf legte 1749 der Bamberger Architekt Johann Georg Baron von Roppelt vor. Einen detaillierten Entwurf und einen Kostenvoranschlag lieferte vier Jahre später der Maurer- und Steinmetzmeister Wenzel Schwesner (* 1710; † 1772) aus Waischenfeld. Es dauerte jedoch noch einige Zeit, bis man mit dem Neubau begann. 1758 wurde zuerst die Katharinenkapelle auf dem Kirchhof abgebrochen. 1765 legte der Bamberger Stadtmaurermeister Martin Mayer einen weiteren Bauentwurf vor. Im Herbst des gleichen Jahres begann man mit dem Abbruch des Langhauses und errichtete bis Januar 1767 nach den Plänen Mayers den Rohbau. Die Fertigstellung und Einrichtung zog sich wegen vorübergehenden Geldmangels bis 1776 hin, als das Sakralgebäude durch den Bamberger Weihbischof Heinrich Joseph von Nitschke konsekriert wurde. 1796 wurde die Kirche von französischen Truppen geplündert. 1813 mussten nach einem Blitzschlag in dem Turm diverse Reparaturen durchgeführt werden. Ebenfalls 1813 wurde der gotische Chor der Vorgängerkirche aus der Zeit um 1500 abgebrochen. Der Friedhof um die Kirche wurde 1876 aufgelassen. Das Kriegerdenkmal links neben dem Hauptportal der Kirche errichtete 1924 der Bamberger Bildhauer Anton Bauer. 
1907 gründete sich ein katholischer Burschenverein, 1970 die Katholische Arbeitnehmerbewegung (KAB). Nach der Liturgiereform des Zweiten Vatikanischen Konzils wurde am 7. März 1965 in der Pfarrkirche erstmals die Messe nach dem neuen Ritus zelebriert; die Umgestaltung des Chorraumes mit der Entfernung der Kommunionbänke und die Aufstellung eines Volksaltares folgten 1970.
Eine Außenrenovierung der Kirche erfolgte 1962, eine Generalsanierung 1988–1990 und eine Innenrenovierung 20 Jahre später. 1969 wurde ein neu erbautes Pfarr- und Jugendheim im Pfarrgarten eingeweiht. 1986 erhielt die von Erich Müller geschaffene Nepomukstatue an der äußeren Brücke über die Wiesent den kirchlichen Segen.

## Baubeschreibung
Die heutige Kirche aus unverputzten Sandsteinquadern ist im Gegensatz zu dem nach Osten ausgerichteten Vorgängerbau nach Süden ausgerichtet. Das einschiffige Langhaus besteht aus drei Achsen mit hohen korbbogigen Fenstern. Der Chor im Süden ist gering eingezogen und weist einen dreiseitigen Schluss auf. Zur dreigeschossigen mächtigen Fassade im Norden führt eine Freitreppe, die 1796 bis 1803 angelegt und 1964 erneuert wurde; zwei Linden vor dem Aufgang zur Kirche wurden 1933 gepflanzt. Der mittlere, leicht vorspringende Teil der Fassade ist von Kolossalpilastern eingefasst. Das Giebelfeld zeigt das Wappen des Bamberger Fürstbischofs Adam Friedrich von Seinsheim (1757–1779) aus der Werkstatt Mutschele, Bamberg; die Sandsteinfiguren der Seitennischen, Werke des Staffelsteiner Bildhauers Andreas Müller, stellen den Kirchenpatron, den heiligen Bartholomäus, und die heilige Katharina dar. Die Längsseiten der Kirche sind ebenfalls mit Pilastern gegliedert; die Nordwand lässt teilweise noch den spätgotischen Chorbogen erkennen. Innen sind die Wände und die gedrückten Kreuzgratgewölbe schmucklos. Die Dächer der Kirche sind schiefergedeckt.
Aus der Spätromanik (12. Jahrhundert) stammt das Untergeschoss des Turms im Nordwesten der Kirche; an seinem Tonnengewölbe stellen Fragmente von Wandmalereien des 12. Jahrhunderts diverse Heilige dar. Im Winkel zwischen dem verputzten Turm, der sein heutiges Aussehen im Jahr 1599 durch eine Erhöhung und  einen oktogonalen Spitzhelm mit vier Ecktürmchen erhielt, und dem unverputzten Chor steht die einstöckige Sakristei. Von den vier Glocken stammen je zwei aus dem 17. und dem 20. Jahrhundert; 1957 wurde der hölzerne Glockenstuhl durch einen eisernen ersetzt und das Geläute elektrifiziert.

## Ausstattung

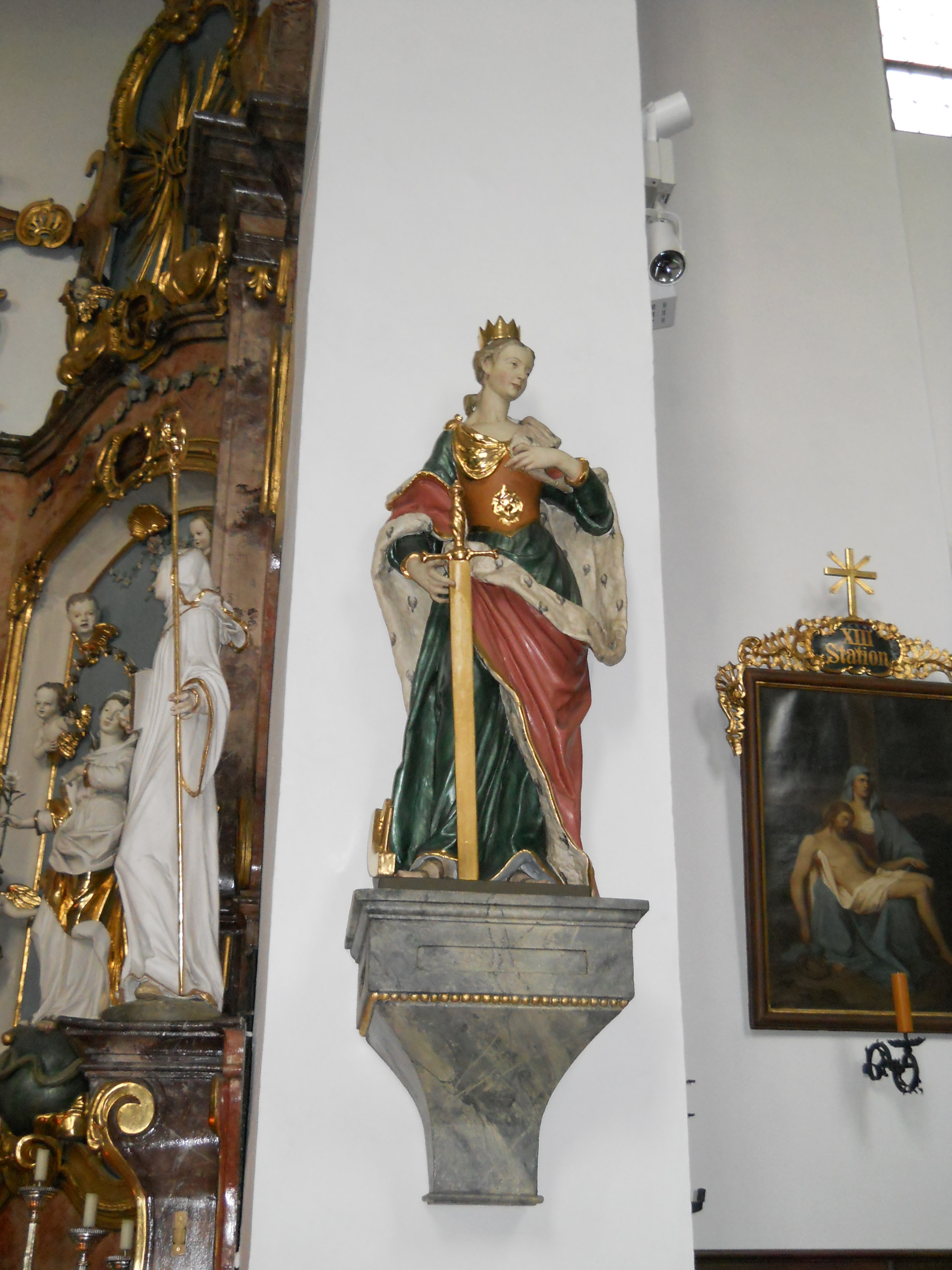
Figur der hl. Katharina am Chorbogen

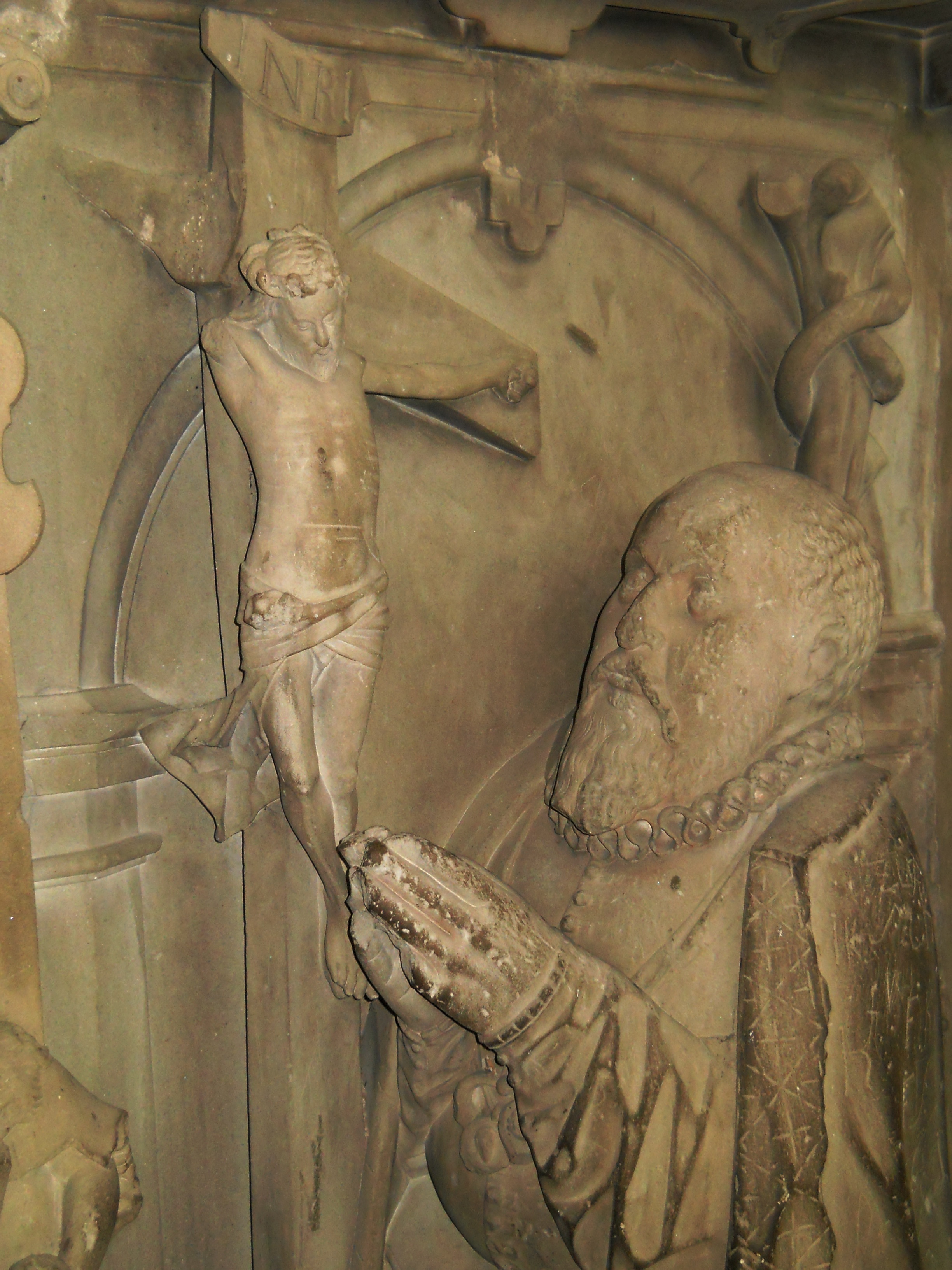
Grabdenkmal für den Banzer Propst Sigmund von Wiesenthau

Die barocke Ausstattung stammt aus der Mitte des 18. Jahrhunderts. Die Altäre und die Kanzel, alles marmorierte Holzaufbauten, schuf der Bamberger Bildhauer Franz Martin Mutschele (* 1733; † 1804). Den Hauptaltar fertigte Mutschele 1772; die Seitenfiguren stellen den heiligen Kaiser Heinrich und die heilige Kaiserin Kunigunde dar. Das Altarbild aus der Werkstatt des Kronacher Malers Joseph Andreas Link zeigt die Verklärung des Kirchenpatrons. Im Auszug sieht man eine weißgekleidete Figurengruppe der Krönung Mariens, ein Werk von Lorenz Kamm aus dem Jahre 1864. Über den Durchgängen neben dem Altaraufbau befinden sich Figuren der Heiligen Wendelin und Florian. Die beiden Seitenaltäre, 1773 gefertigt, sind ohne Altarbilder, stattdessen steht im linken Seitenaltar in einer Nische eine Maria Immaculata, umgeben von sechs Putten und flankiert von den Heiligen Barbara und Ottilie, im rechten Seitenaltar ist der heilige Josef umgeben von sechs Putten und flankiert von den Franziskanerheiligen Antonius mit dem Jesuskind und Franziskus. Der Chorbogen trägt am linken Pfeiler eine Figur der heiligen Katharina, am rechten eine Figur des Kirchenpatrons, 1816 vom Bildhauer Friedrich Theiler aus Ebermannstadt geschaffen.
An der rechten Innenwand stehen nebeneinander die mehrmals versetzten Renaissance-Grabdenkmäler für Sigmund von Wiesenthau († 1595 als Propst des Benediktinerklosters Banz) und für Wilhelm († 1578) und seine Frau Anna von Wiesenthau († 1594) aus der Linie Hundshaupten, Letzteres ein Werk von Hans Werner. An der linken Innenwand befindet sich die von der Sakristei aus über eine Treppe zugängliche Kanzel von 1771, am Korpus sind die vier Evangelistensymbole und auf dem Schalldeckel der Kelch der Eucharistie dargestellt. 
Neben der Kanzel hängt eine Marienstatue mit Kind aus dem 15. Jahrhundert. Am Haupteingang sind die Heiligen Georg und Urban zu sehen; eine Urbanibruderschaft der Winzer bestand in Kirchehrenbach bereits 1624. Weitere Figuren stammen zumeist aus der Vorgängerkirche. 

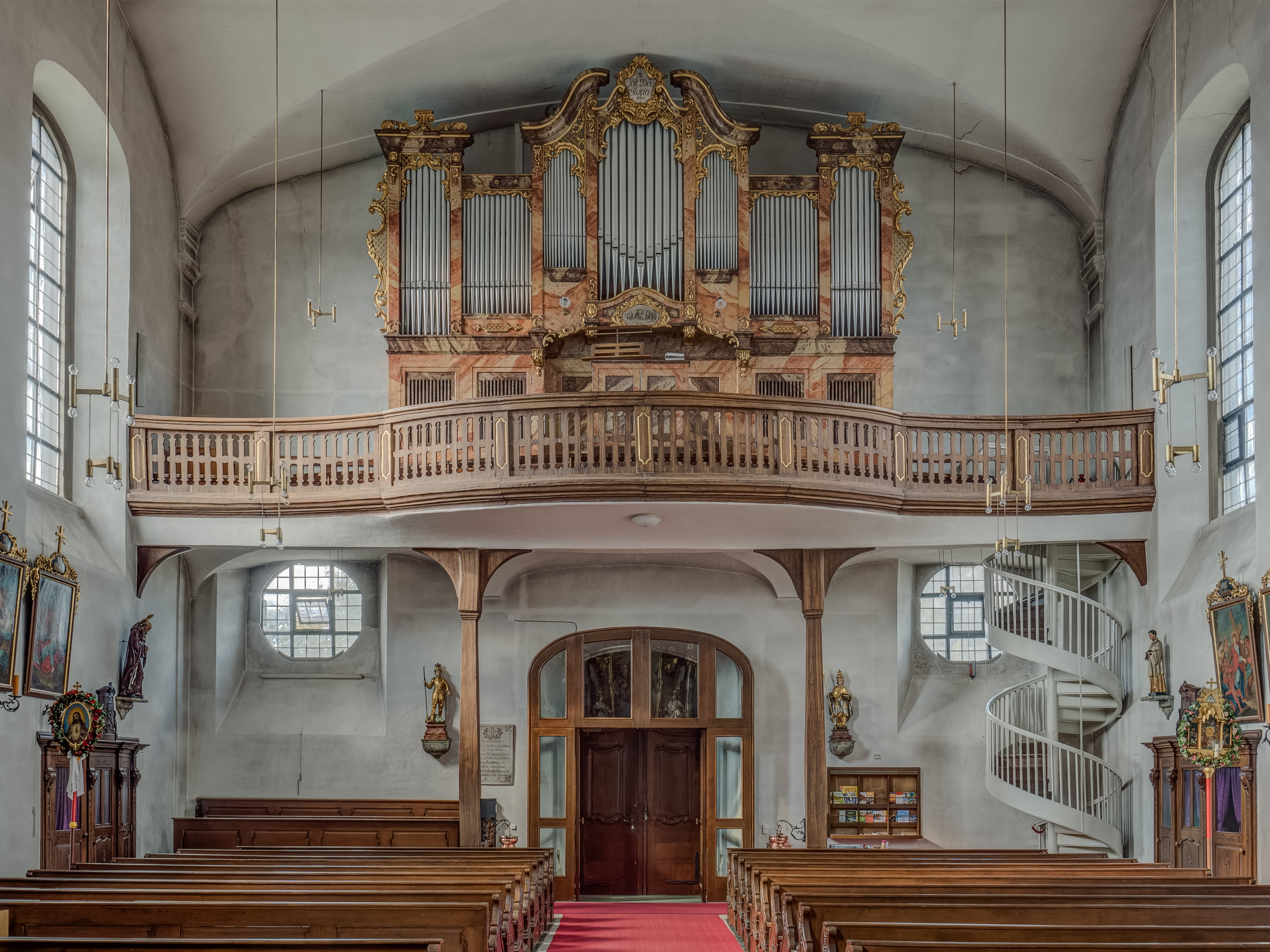
Blick zur Orgelempore

Die erste Orgel von 1771 fertigte der Bamberger Johann Michael II. Schott, die zweite 1876 der Nürnberger Augustin Bittner. Die dritte, 1914 von der Oettinger Firma G. F. Steinmeyer als Opus 1205 erbaut, wurde 2008 durch den Orgelbauer Benedikt Friedrich, Oberasbach, restauriert.